# Onneyn Tahi
Onneyn Morris Tahi (24 juillet 1944 - 1998) est un homme politique vanuatuen.

## Biographie
Tahi est né le 24 juillet 1944 dans la petite ville de Losingoiburie sur l'île d'Aoba. Peu de temps après, il a déménagé dans le village de son père, Lovuietu, où celui-ci possédait un magasin, une boulangerie et un hangar de transformation du coprah. Il a fréquenté l'école du village de Tavolala, l'école Holy Trinity et l'école Aobabalu.
Après quelques années dans la fonction publique, Tahi est entré en politique en 1979 lorsqu'il s'est présenté et a remporté un siège au sous-comité des îles Aoba. Il a représenté la circonscription d'Ambae au Parlement de 1980 à 1995. En 1993, il a reçu le portefeuille ministériel de l'éducation et des sports. Tahi a été Président du Parlement de 1987 à 1991. Il a brièvement occupé le poste de Président par intérim du Vanuatu en janvier 1991 après qu'Ati George Sokomanu a été démis de ses fonctions par le Collège électoral en raison d'une faute grave. Tahi a été nommé ministre de l'Agriculture en 1991. Il a commencé à voir une certaine opposition en raison d'un échec perçu d'initier des projets dans sa circonscription. Il a été ministre des Finances (en) en 1992.
En 1994, il est l'un des membres fondateurs du Parti démocratique du peuple. Il est retourné au Vanua'aku Pati en 1997. Avant les élections législatives de 1998, Tahi a été tué dans un accident de voiture.